# Каспаравичюс, Юлиус
Юлиус Каспаравичюс (лит. Julius Kasparavičius; 3 апреля 1995) — литовский футболист, нападающий.

## Карьера
Начинал свою карьеру в команде «Шилуте». Затем выступал в А Лиге за «Атлантас». В 2018 году форвард вернулся в элиту местного футбола и подписал контракт с «Судувой». Вместе с ней Каспаравичюс стал чемпионом страны и выступал в еврокубках.
В январе 2019 года литовец пополнил состав эстонского клуба «Нарва-Транс». Затем выступал за клубы высшей лиги Литвы «Банга» и «Нявежис». В начале 2022 года перешёл в клуб высшей лиги Болгарии «Черно море», где в дебютном матче 20 февраля 2022 года против клуба «Лудогорец» забил гол после выхода на замену.
Осенью 2019 года вызывался в сборную Литвы, но не выходил на поле в официальных матчах.

## Достижения
- Чемпион Литвы: 2018
- Обладатель Кубка Эстонии: 2018/19
- Финалист Кубка Литвы: 2014/15